# Kanisfluh
Die Kanisfluh ist ein weitgehend isoliert stehendes, bis zu 2044 m ü. A hohes Bergmassiv im zentralen Bregenzerwaldgebirge (Österreich). Es steht auf den Gebieten der Gemeinden Mellau, Au und Schnepfau. Am Hauptgipfel des Massivs, der Holenke, treffen die Grenzen der drei Gemeinden aufeinander. Die sagenumwobene Kanisfluh gilt als bekanntester Berg und Wahrzeichen des Bregenzerwalds und steht unter Landschaftsschutz.

## Lage und Gipfel
Von Norden kommend beherrscht ihre markante Felsflanke das Tal von Schnepfau und der Bregenzer Ach, wogegen die grasbewachsenen Südhänge vergleichsweise sanft zum Tal abfallen.
Der Hauptgipfel Holenke befindet sich auf einer Höhe von 2044 m ü. A. und kann über einen bequemen Bergwanderweg (T2) bestiegen werden. Weitere Gipfel sind der Hohe Stoß (1806 m ü. A.), der Runde Kopf (2014 m ü. A.) und die Sonnenspitze (1965 m ü. A.). Diese sind jedoch nur weglos zu erreichen und erfordern mitunter fortgeschrittenes bergsteigerisches Können. In der Nordflanke steht die Wirmsäule (1534 m), eine Felsnadel.

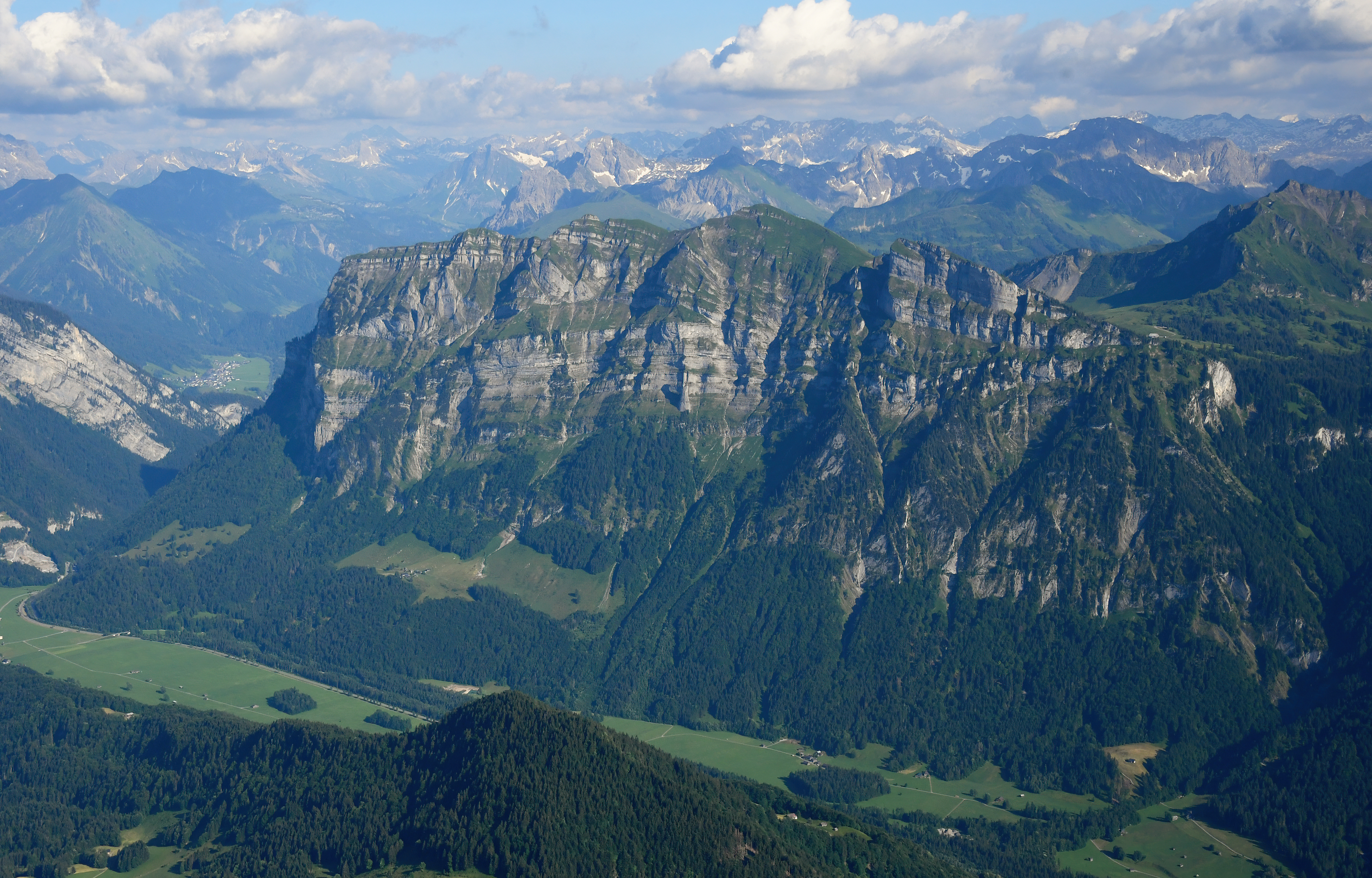
Die Nordflanke der Kanisfluh aus der Luft gesehen
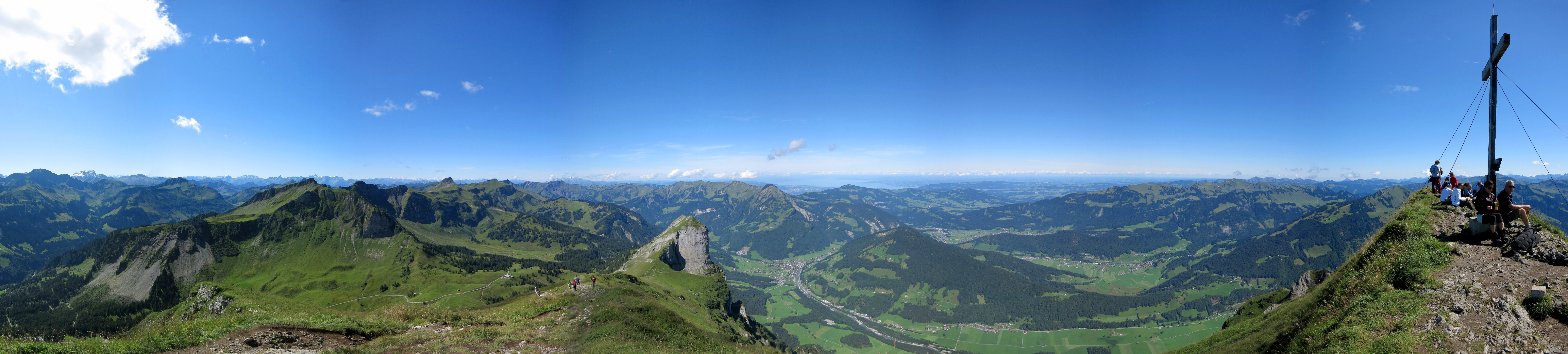
Panorama vom Gipfel der Kanisfluh
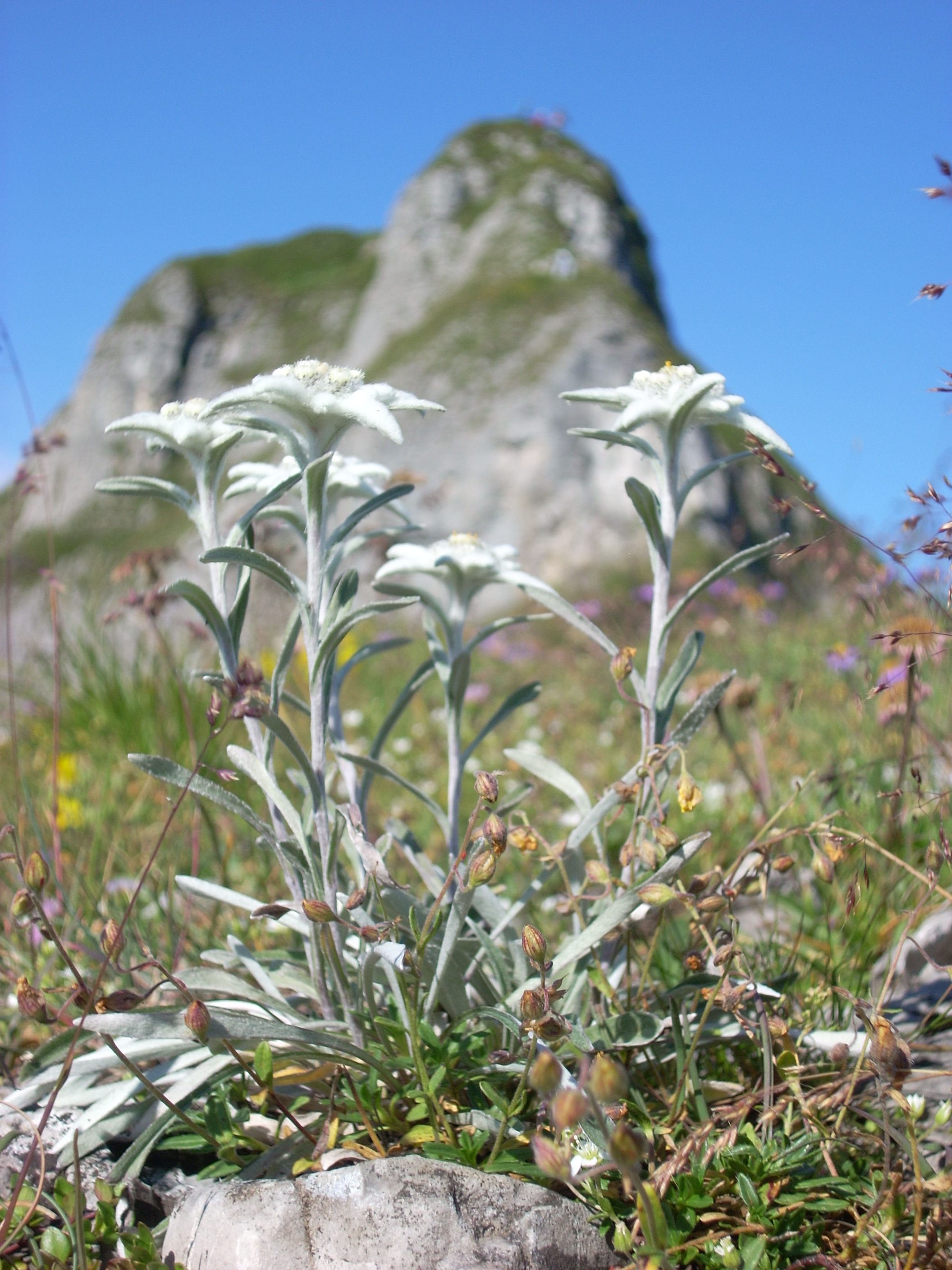
Edelweiß auf der Kanisfluh, Holenke im Hintergrund
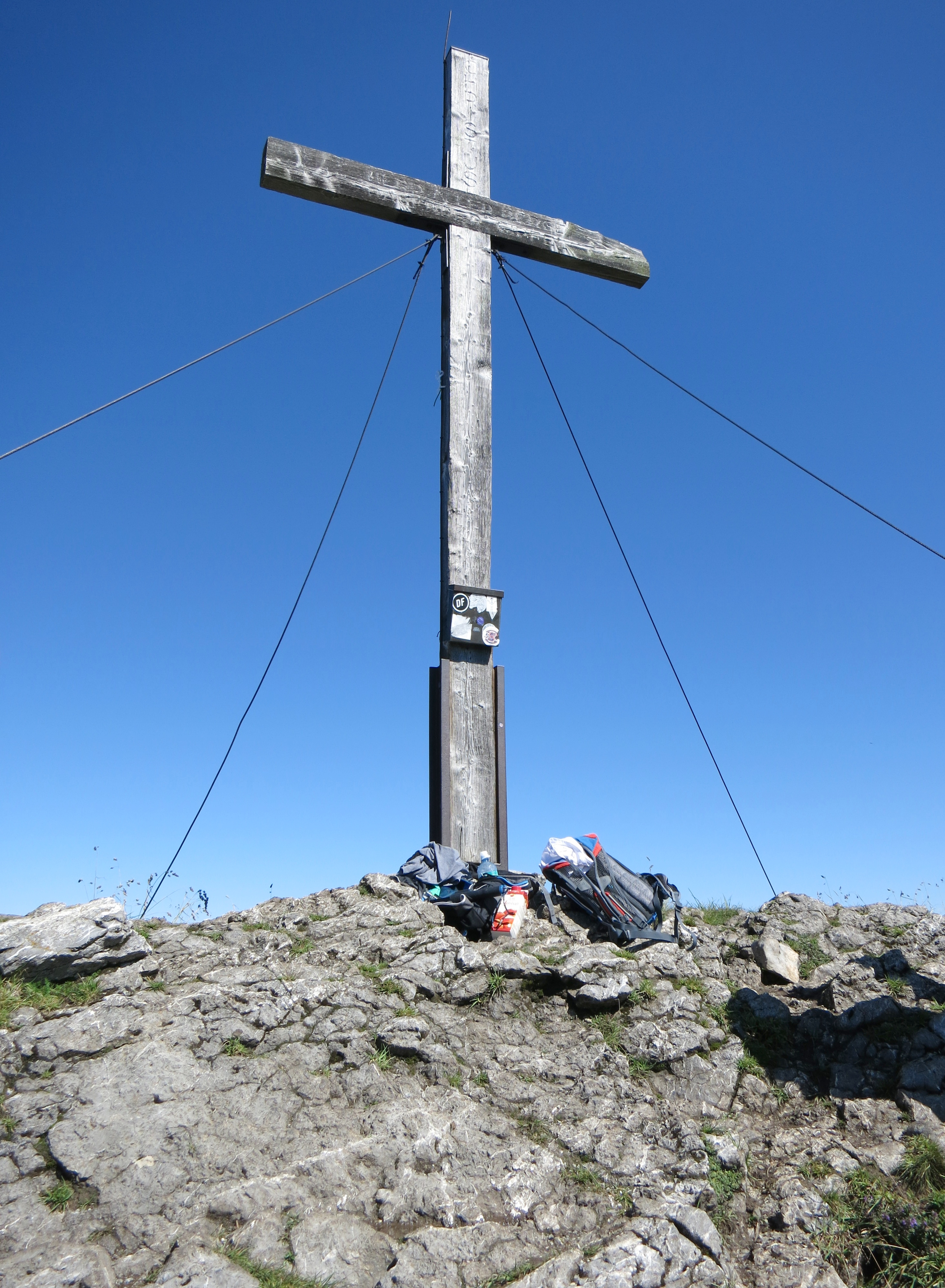
Das Gipfelkreuz

## Umgrenzung und benachbarte Gebirgsgruppen
Sowohl im aktuellen Alpenvereinsführer nach Dieter Seibert (2008) als auch in der Vorversion nach Walther Flaig (1977), dort Damülser Berge und Kanisfluh, und auch in der SOIUSA-Gliederung nach Marizzi (dort Untergruppe b) wird die Kanisfluh der Gruppe der Damülser Berge zugeordnet, weil sie einen gemeinsamen Kamm bilden.
 Die Gebirgsgruppengliederung für das österreichische Höhlenverzeichnis nach Trimmel führt die Kanisfluh aufgrund ihrer geologischen Eigenständigkeit als vollständig eigene Gruppe (Nr. 1117). Sie umgrenzt sich:
- im Norden und Osten Bregenzer Ach aufwärts bis Au zum Östlichen Bregenzerwaldgebirge (Hirschbergzug und Mittagsfluhstock)
- im Süden Argenbach bis Argenzipfel zur Zitterklapfengruppe des Lechquellengebirges
- im Westen von Argenzipfel Graben (Leuebach) und Weg zur Oberen Alp (Oberälple) – Sattel (Höhe etwa 1635 m) des Verbindungskamms zum Klippern – Weg zur Wurzachalpe – Weg und Graben zum Wirtshaus Hofstetten – Bregenzer Ach nahe Mellau, zur Mittagsspitzgruppe, den Damülser Bergen im engeren Sinne

## Geologie
Die Kanisfluh ist ein typischer Kalkstock, sie gehört aber nicht zum Deckensystem der Nördlichen Kalkalpen, sondern bildet sich aus Jurakalk des Helvetikums, der mit dem schweizerisch-französischen Juragebirge näher verwandt ist als mit dem Wetterstein- oder Dachsteinkalk der Ostalpen.

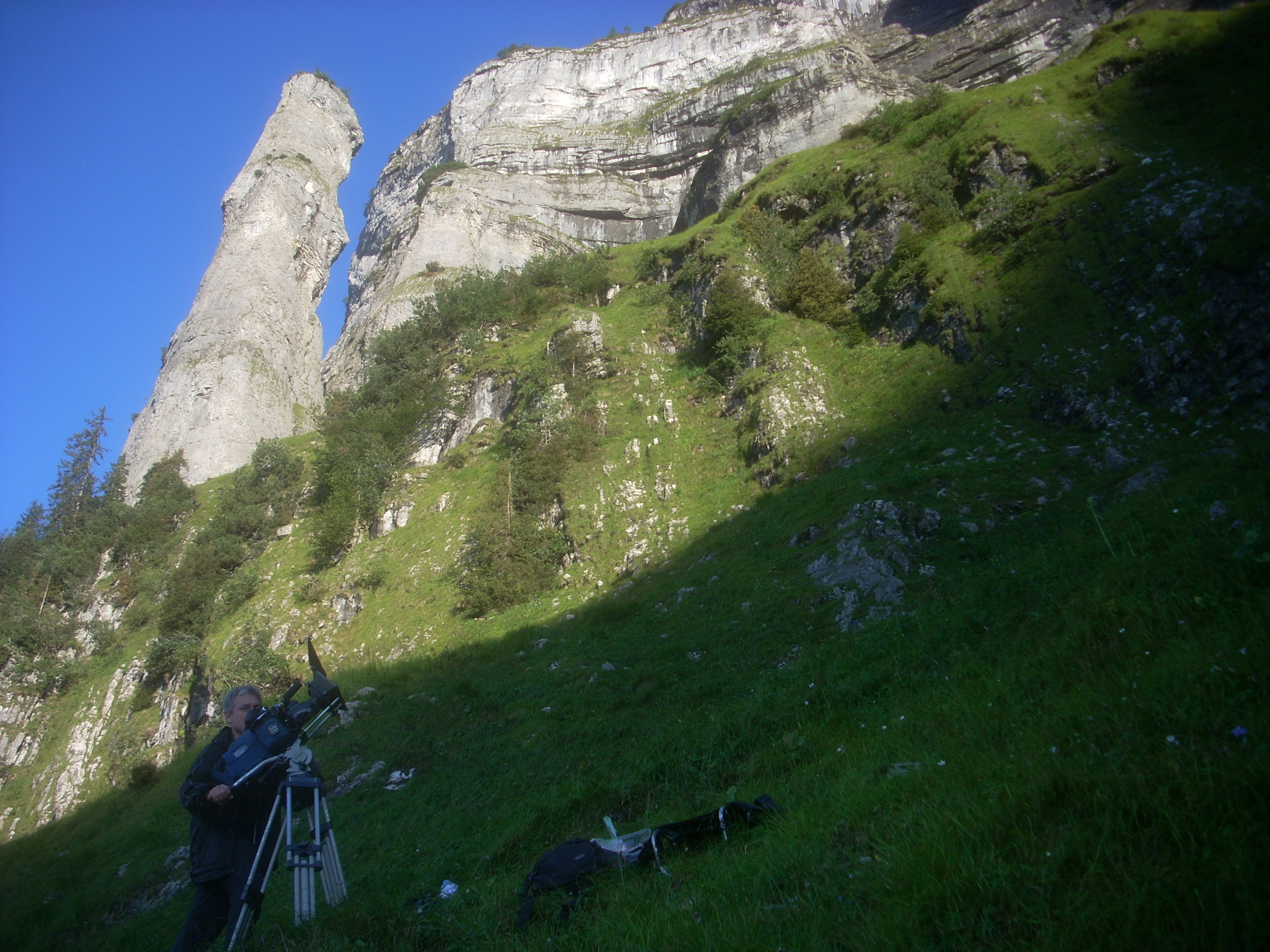
Wirmsäule im Nordhang der Kanisfluh
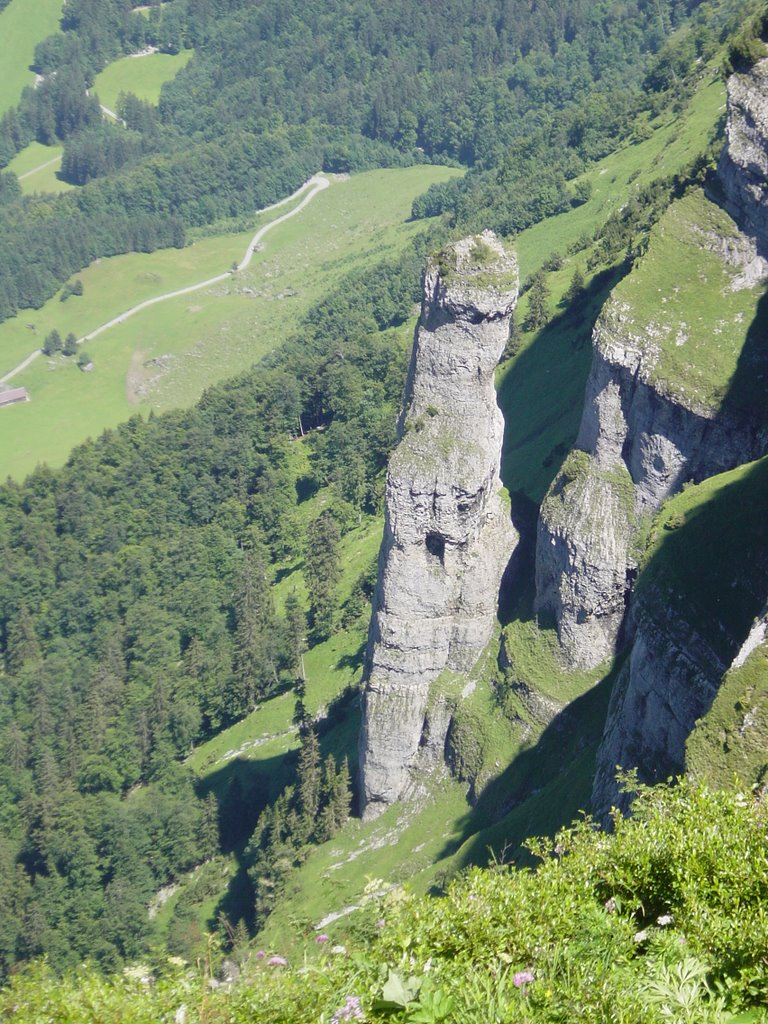
Wirmsäule vom Häle

## Kultur

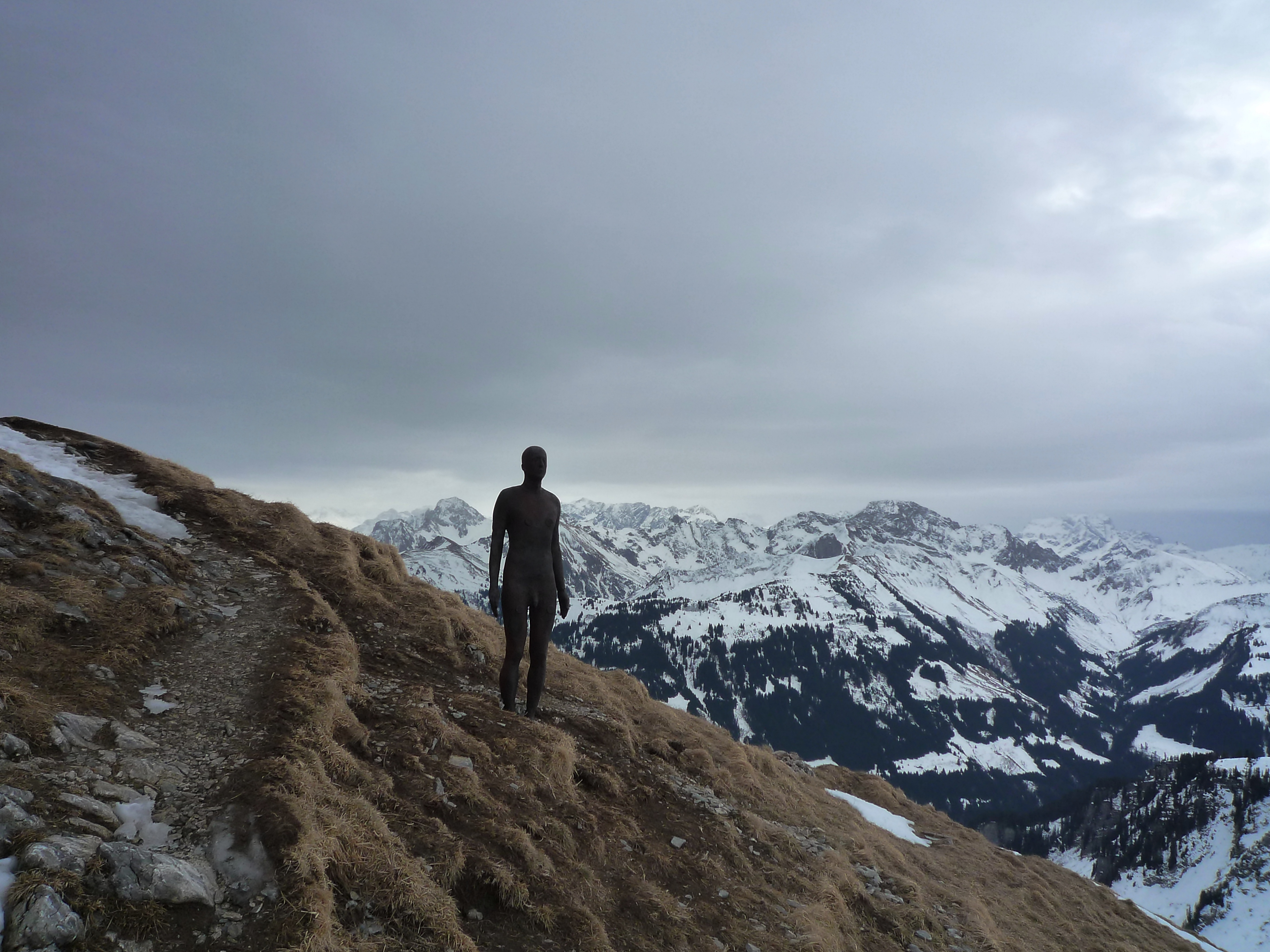
Statue des Horizon-Field-Projekts

Von 2010 bis 2012 befand sich knapp unterhalb des Gipfels der Holenke eine Statue des Horizon-Field-Projekts von Antony Gormley.

## Bergname
Im Jahr 1340 wurde die Bezeichnung Kalendis urkundlich verwendet, ein Name, der aus Graubünden bekannt ist. Der Name „Fluh“ ist das alemannische Wort für „Felswand“ und weist auf die steile Felsflanke im Norden hin.
Eine Sage berichtet dagegen von einem Einwanderer aus dem Schweizer Kanton Wallis aus der Zeit um 1400 namens Canisio. Bevor er seine Braut aus seiner Heimat nachholen konnte, war sie verstorben. In trauriger Erinnerung brachte er einige Stöcke Edelweiß von ihrem Grab mit und pflanzte sie an den Hängen der Holenke. Kanisfluh soll vom Namen Canisio abgeleitet sein.

## Kiesabbau
Das Unternehmen Rüf plante am Nordfuß der Kanisfluh im Bereich des Engevorsäßes, welches auf dem Gemeindegebiet von Schnepfau liegt, Kies abzubauen. Der Kiesabbau stellte für Landesgeologin Eva Vigl kein Problem dar, da man nur an der Oberfläche kratzen würde, dadurch würde die Kanisfluh nicht instabil werden. Die Gemeinde Schnepfau wollte allerdings verhindern, dass in den nächsten 30 Jahren 800.000 m³ Gestein abgebaut werden. Auch Mellau intervenierte dagegen. Die Grünen sprachen sich im Zuge der Diskussion um den Kiesabbau am Fuße der Kanisfluh dafür aus, die Kanisfluh großflächig unter Naturschutz zu stellen.

„Ein Eingriff wie der Kiesabbau wäre eine dauerhafte Wunde im Landschaftsbild und ist daher unzulässig. Die Kanisfluh ist außerdem das Kapital für den Tourismus im Bregenzerwald“

Im November 2018 zog das Unternehmen seinen Antrag zurück.
2020 wurde die Kanisfluh von der Vorarlberger Landesregierung als Landschaftsschutzgebiet ausgewiesen.